# Atypophthalmus (Atypophthalmus) segnis
Atypophthalmus (Atypophthalmus) segnis is een tweevleugelige uit de familie steltmuggen (Limoniidae). De soort komt voor in het Afrotropisch gebied.